# Gerundivum
A gerundivum a latin nyelvben az ige szenvedő, egyidejű melléknévi igeneve (participium imperfectum passivi). Képzése: az ige imperfectumtöve + ‑ndus, ‑nda és ‑ndum (hímnem, nőnem és semlegesnem). A gerundivum nem tévesztendő össze a gerundiummal, amely a főnévi igenév függő eseteit hivatott pótolni, és a magyar ‑ás/‑és képzős deverbális főneveknek, ill. bizonyos esetekben a határozói igenévnek feleltethető meg.
Önálló melléknévi használatban az idők során felvett egy szükségességet, lehetőséget kifejező árnyalatot. Példák: cantio cantanda ’az eléneklendő dal’, mirandus ’csodálnivaló, csodálatra méltó’. Bár valószínűleg befolyással volt a magyar ’‑andó, ‑endő’ beálló melléknévi igenévalak használatára is (s régen úgy tartották, hogy latin átvételről van szó), a magyar alaknak etimológiailag semmi köze a latinéhoz, csupán véletlen egybeesésről van szó.
Másik fontos funkcióját az úgynevezett gerundivumos szerkezetben tölti be, erre gyakran szintén csak röviden gerundivumként hivatkoznak. Ez egy fordított jelzős szerkezet (fordítottnak azért nevezzük, mert ami formailag jelző benne, az valójában a főnévi fogalmat kifejező jelzett, azaz maga a gerundivumi alak, ami pedig formailag jelzett, valójában főnévi jelzőként működik), amikor például ’a város elpusztításához’ szerkezetet szó szerint úgy fejezik ki: ’az elpusztítandó városhoz’ (ad delendam urbem). Fordított jelzős szerkezetről lévén szó, ilyenkor a főnév (a szerkezet feje, esetünkben a városhoz) határozza meg a gerundivum nemét, számát és esetét. Ezt a jelentést a magyarhoz hasonló módon is ki lehet fejezni más eszközökkel, például gerundiummal (ad delendum urbis), causa/gratia okhatározói posztpozícióval, supinumos szerkesztéssel, infinitivusszal, mellékmondattal (többféleképpen is).

## A gerundivum kialakulása és használatának története
A gerundivum képzőjének eredete nincsen teljesen tisztázva, csak annyi világos, hogy az igéből képzett efféle melléknévi alak a képzőjével (*-nd-) együtt az itáliai nyelvek „találmánya”, külön fejleménye. Minthogy az idők során sokféle árnyalatot szedett magára, és utóbb az actiója is változott ennek hatására, a nemzetközi gyakorlatban nagyon sokféleképpen határozzák meg a gerundivum pontos besorolását az igealakok közé.

### Participium-e a gerundivum?
A vita először is akörül zajlott a tudományban, hogy ezt a külön fejleményt az igenévi rendszer részének lehet-e tekinteni. Az indoeurópai nyelvészet megkülönböztet a actiónak megfelelő igetőből képzett úgynevezett „valódi” participiumot (ilyen például a latin participium imperfectum, azaz be nem fejezett actiójú melléknévi igenév, aminek a képzése a jelentésének megfelelő imperfectumtőből történik) az adiectivum verbaléktól, mely utóbbiak közvetlenül az igegyökből képeztetnek, tehát a tövükben semmi nem jelzi az actiót, ezek nem valódi participiumok (példa a latin participium perfectum, ami közvetlenül az igegyökből nyeri a tövét, és ehhez illeszti a képzőt, nem pedig a jelentésének „megfelelő” perfectumtőhöz). Ez alapján megállapítható, hogy a gerundivum, mely az ige imperfectumtövéhez illeszti a képzőjét, tökéletesen illeszkedik a participiumok rendszerébe, tehát participiumnak tekintendő.

### Milyen actiójú a gerundivum?
A komolyabb vita a gerundivum actióhoz tartozása körül zajlott/zajlik, köszönhetően részben annak, hogy hosszú története során egy ponton a jelentése kiszélesedett, és egy újabb actiót is felölelt, részben pedig annak, hogy a grammatika legkorábbi, ókori művelői is állástfoglaltak ebben a kérdésben, és az ő állásfoglalásaik – kortárs nyelvi kompetencia birtokában – sokáig megkerülhetetlennek számítottak.